# Monastère de Papraća
Le monastère de Papraća (en serbe cyrillique : Манастир Папраћа ; en serbe latin : Manastir Papraća) est un monastère orthodoxe serbe situé en Bosnie-Herzégovine, sur le territoire du village de Papraća et dans la municipalité de Šekovići. Fondé sans doute au XIe siècle et mentionné pour la première fois au XVIe siècle, il est inscrit sur la liste des monuments nationaux de Bosnie-Herzégovine.